# Округ Жилина
Округ Жилина (слч. Okres Žilina) округ је у Жилинском крају, у Словачкој Републици. Административно средиште округа је град Жилина.

## Географија
Налази се у западном дијелу Жилинског краја.
Граничи:
- на сјеверу је Округ Чадца и Округ Кисуцке Нове Место,
- источно Округ Долни Кубин,
- западно Округ Битча и Тренчински крај,
- јужно Тренчински крај,
- југоисточно Округ Мартин.

Клима је умјерено континентална.

## Становништво
| Година:    | 1994.   | 2004.   | 2014.   | 2024.   |
| ---------- | ------- | ------- | ------- | ------- |
| Број људи: | 154 965 | 156 869 | 155 989 | 160 360 |
| Разлика:   |         | +1,22 % | -0,56 % | +2,80 % |

| Година:    | 2023.   | 2024.   |
| ---------- | ------- | ------- |
| Број људи: | 160 538 | 160 360 |
| Разлика:   |         | -0,11 % |

Према подацима о броју становника из 2011. године округ је имао 154.596 становника. Словаци чине 93,83% становништва.
| Етнички састав (2011)‍ | Етнички састав (2011)‍ | Етнички састав (2011)‍ | Етнички састав (2011)‍ | Етнички састав (2011)‍ |
| --------------------- | --------------------- | --------------------- | --------------------- | --------------------- |
|                       |                       |                       |                       |                       |
| Словаци               | Словаци               |                       | 0                     | 93,83%                |
| Чеси                  | Чеси                  |                       | 0                     | 0,77%                 |
| остали, непознато     | остали, непознато     |                       | 0                     | 5,40%                 |

## Насеља
У округу се налази три града и 50 насељених мјеста. Градови су Жилина, Рајец и Рајецке Тјеплице.